# Бевз Іван Васильович
Іван Васильович Бевз (нар. 17 (30) серпня 1903 — 13 січня 1943) — керівник радянського підпілля у Вінниці 1941-42 рр. під час німецької окупації, Герой Радянського Союзу (1965). Почесний громадянин Вінниці.

## Короткий життєпис
Народився 30 серпня 1903 року в м. Темрюк (нині Краснодарський край) у сім'ї рибалки. Член КПРС з 1928. Закінчивши середню школу, працював на тютюнових плантаціях. У Червоній Армії з 1919. Учасник Громадянської війни. У 1927–1929 — на комсомольській роботі в м. Жмеринка Вінницької області, в 1929—37 — на партійній роботі в Вінниці і Могилеві-Подільському. З 1937 — директор Вінницького драматичного театру, потім міської бібліотеки. 1940 був виключений з партії «за слепое доверие и близорукость».
Рішенням Вінницького обкому партії в липні 1941 був призначений керівником підпільної організації у Вінниці. Базою організації стала бібліотека ім. Н. К. Крупської. Підпільники приймали повідомлення Совінформбюро, друкували і поширювали листівки, вели агітаційну роботу серед населення. Був спалений склад м'ясокомбінату, організована масова втеча військовополонених з таборів і перехід їх в партизанській загін. У червні 1942 р. Іван Бевз з групою підпільників був схоплений гітлерівцями, а 13 січня 1943 р. був розстріляний.

## Вшанування пам'яті

Вигляд здалеку

Звання Героя Радянського Союзу присвоєне 8 травня 1965 р. посмертно.
Вулиця Івана Бевза є у містах Вінниця та Шаргород.
У Вінниці є пам'ятник на вулиці Соборній.